# Теневой флот России

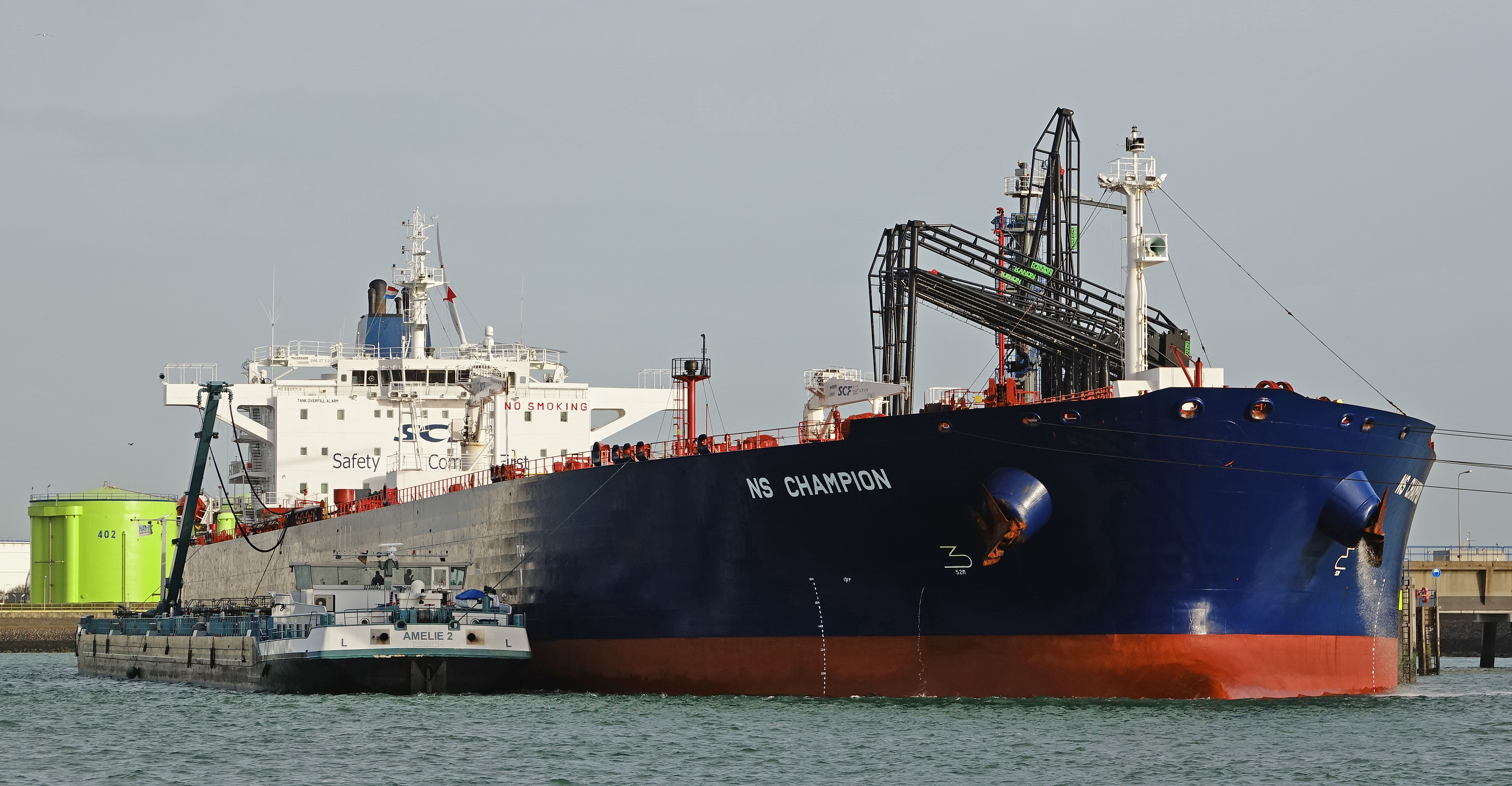
Танкер «NS CHAMPION» (ныне «Kotlas») — одно из судов теневого флота России, по данным Управление по контролю за иностранными активами США.

Теневой флот России (также «серый флот», «тёмный флот») — термин для описания кораблей, используемых при перевозке из России нефти, нефтепродуктов и сжиженного природного газа в обход санкций, введённых Евросоюзом и странами Большой семёрки в связи со вторжением России на Украину.
Для обхода данных ограничений суда используют сложные схемы собственности и менеджмента компаний, т. н. удобные флаги, и часто меняют свои названия. Также используются различные тактики для сокрытия происхождения своего груза, включая: перевалку (англ. transshipment) с судна на судно; отключение транспондеров; передачу ложных данных; и другие обманные или даже незаконные методы.

## Предыстория
С началом вторжения России на Украину правительствами стран Запада были введены санкции в отношении России. Для сокращения экспорта российской нефти и сокращения доходов страны, в декабре 2022 года Евросоюз и страны Большой семёрки ввели ограничение цены на российскую нефть — 60 долларов за баррель. В рамках запрета западным страховым и судоходным компаниям запрещалось принимать участие в экспорте нефти из России выше ценового предела. Введение ценового потолка вместо полного запрета на российскую сырую нефть было введено для того, чтобы не вызвать резкий скачок мировых цен. Россия быстро нашла выход из ситуации, начав пользоваться кораблями теневого флота.
В соответствии с анализом береговой администрации Норвегии, с 2020 года по конец 2022 года танкеры, перевозящие сырую нефть через Балтийское море, заходили преимущественно в европейские и американские порты. С 2022 года большая часть заходов судов пришлась уже на Марокко, Китай, Индию и Грецию. По статистике, за день через воды Норвегии проходит 12 кораблей теневого флота.
Идея с «теневым флотом» не является изобретением российских властей. Подобная схема давно используется такими странами как Иран и Северная Корея, а также наркокартелями, однако инновацией России был размер подобного флота. С тех пор как она начала собирать свой флот, количество теневых судов, пересекающих океаны, выросло на сотни и теперь составляет 17 % от общего мирового флота нефтяных танкеров.

## Использование теневого флота
Успешный обход Российской Федерацией введённых Евросоюзом и странами Большой семёрки санкций связан в том числе с обширным использованием кораблей теневого флота, зачастую старых судов, не застрахованных должным образом, зарегистрированных на сомнительных владельцев. Такие корабли используются для перевозки как нефти, так и сжиженного природного газа. С теневым флотом также связано несколько инцидентов. Использование теневого флота позволяет России продавать нефть выше установленного данными странами ценового предела.
Теневой флот состоит преимущественно из устаревших судов, осуществляющих навигацию без стандартной страховки, часто меняющих названия и регистрацию, владельцев таких судов зачастую сложно установить. Как правило, такие суда функционируют с нарушением морских законов. Массово теневой флот стал появляться с введением санкций в отношении Венесуэлы, Ирана и Северной Кореи. Теневой флот обеспечивает интересы государств, находящимися под санкциями.
Теневые суда лишены страховки P&I, стандартной, но не обязательной для отрасли. К октябрю 2023 года две трети судов, транспортирующих сырую нефть из России, были застрахованы в неизвестных компаниях. В случаях, если судно не застраховано должным образом, расходы на решение проблем, возникших по причине инцидентов с участием таких кораблей, ложатся на налогоплательщиков тех стран, в водах которых произошло происшествие. Владельцы судов теневого флота находятся на территории государств, не относящимся к странам Запада, скрывают свои персональные данные. Зачастую корабли принадлежат новым компаниям, не имеющим адреса. Многие корабли теневого флота — старые судна, не проходящие регулярные технические осмотры. Во время навигации суда теневого флота часто отключают систему АИС, позволяющую идентифицировать корабль.

### Оценка численности судов
После начала вторжения России на Украину количество судов «теневого флота» выросло, по оценкам, до 1400, только за первый год — на 600. Страны, которым наносится вред теневым флотом, имеют мало инструментов для блокировки в своих водах кораблей теневого флота, так как это может привести к эскалации с Российской Федерацией. В теневой флот входят сотни компаний, многие из которых владеют одним или двумя танкерами. Корабли теневого флота не скрывают факты захода в российские нефтяные терминалы.
Согласно заявлению министра иностранных дел Великобритании Дэвида Лэмми, Российская Федерация потратила на создание теневого флота более 8 млрд долларов. Одной из причин создания теневого флота стало решение стран, входящих в G7, блокировать страхование судов, перевозящих нефть выше введённого ценового потолка. Киевская школа экономики оценила объём российских инвестиций в теневой флот с февраля 2024 года в 10 млрд долларов.
По информации трейдера Trafigura, к февралю 2023 года российскую нефть и нефтепродукты перевозили около 600 танкеров теневого флота, а к декабрю того же года количество таких кораблей, по информации компании Votrexa, выросло до 1089. В 2023 года 75 % мирового теневого флота перевозило российскую нефть.
По оценке Bloomberg от декабря 2023 года, 45 % российской нефти транспортировалось с помощью кораблей теневого флота.
До вторжения России на Украину объём поставок нефти из РФ в Индию составлял 88 тысяч баррелей в день, к июню 2024 года он составил 1,8 млн баррелей в день. Введённые санкции усложнили доставку российской нефти в Индию, что привело к активному использованию теневого флота.
По оценкам компании Trafigura, среди кораблей теневого флота есть 400 нефтяных танкеров, перевозящих сырую нефть, что составляет 20 % от мирового рынка. Помимо этого, ещё 900 кораблей составляют «серый флот» — эти суда нельзя отнести к теневому флоту, однако их владельцев сложно установить, также как и выполнение ими санкционного законодательства. Объём теневого флота среди всех кораблей, перевозящих жидкости, составляет 10 %.
В декабре 2023 года компания Vortexa подсчитала, что с января 2021 года в мировой теневой флот входило 1649 судов, включая 1089 танкеров, занимающихся перевозкой российской нефти.
По информации береговой администрации Норвегии, в течение нескольких месяцев после начала российского вторжения на Украину схема движения танкеров из портов России, расположенных в Балтийском море, претерпела изменения. Выросли объёмы перевозки сырой нефти, увеличились также расстояния, на которые перевозилась нефть. Согласно предположениям береговой администрации Норвегии, часть нефти перегружается с танкера на танкер перед тем, как быть доставленной в конечную точку. Некоторые из судов, за которыми ведётся наблюдения, совершают ничем не мотивированные остановки в Аравийском и Средиземном морях, что предположительно указывает на перекачку нефти с судна на судно.
Несмотря на то, что некоторые страны ввели санкции против отдельных кораблей, это не смогло остановить использование теневого флота. Сбор необходимого объёма доказательств о том, что судно принадлежит к теневому флоту России, требует больших временных затрат. И как только один корабль не может использоваться, ему быстро находят замену.
Основная часть российской нефти, перевезённой при помощи теневого флота, либо перепродаётся, либо проходит переработку, а после этого в виде нефтепродуктов перепродаётся в другие государства, в том числе европейские. В 2023 году импорт нефти из России в Индию вырос на 140 %, а экспорт нефтепродуктов из Индии в страны Европейского Союза увеличился на 115 %.
С марта 2024 года Россией начали предприниматься попытки для создания теневого флота, перевозящего СПГ. В июне 2024 года Bloomberg сообщил, что РФ получила контроль над рядом танкеров, которые могут перевозить СПГ. Предположительно, с августа 2024 года при помощи теневого флота было осуществлено 8 поставок с «Арктик СПГ 2». В июле 2024 года появились сообщения о том, что РФ приобрела более 50 танкеров для перевозки сжиженного природного газа. Корабли были зарегистрированы в ОАЭ. Часть из танкеров, зарегистрированных на фирму из ОАЭ White Fox Ship, получила разрешительные документы на плавание в акватории Северного морского пути, через который транспортируется газ с предприятия «Ямал СПГ».
На 14 октября 2024 года до 70 % морских перевозок российской нефти приходилось на теневой флот. По информации Киевской школы экономики, к июню 2024 года объём морских перевозок нефти из России при помощи танкеров теневого флота составил 4,1 млн баррелей в день, увеличившись за год почти в два раза.
По информации Bloomberg, корабли российского теневого флота, экспортирующие нефть в Индию через опасные маршруты, для защиты пользуется услугами кораблей-арсеналов компании Sinbad Navigation, оружие в которых зарегистрировано в Великобритании. Перед заходом в опасные воды на российские корабли заходит 3-4 вооружённых охранника (в основном это граждане Непала, Индии или Шри-Ланки). После прохождения опасного участка они покидают судно. Это уже привело к отзыву лицензий у трёх таких судов: Genesis, Siam и Antarctic Dream.

## Разновидности
Согласно классификации компании Winwart, теневой флот делится на «тёмные» и «серые» корабли. Суда, относящиеся к «тёмному» флоту, скрывают или фальсифицируют местоположение, а также отключают систему идентификации во время транспортировки нелегальных товаров, также часто изменяют названия и страну регистрации. «Серый» флот — это корабли, зарегистрированные на подставные юридические лица, созданные для скрытия данных о настоящих владельцев и создания иллюзии соблюдения законодательства. Появился «серый» флот после начала вторжения России на Украину.

## Санкции
В сентябре Великобритания ввела санкции в отношении 10 танкеров, перевозящих нефть и газ из России в нарушение санкционного законодательства. Этим судам запрещено входить в порты и вноситься в судовой реестр Великобритании.
В октябре 2023 года Управление по контролю за иностранными активами (OFAC) Министерства финансов США, ввело санкции в отношении двух операторов теневого флота, находящихся в ОАЭ и в Турции, а также на два судна, которые они эксплуатировали. В начале декабря 2023 года OFAC ввело санкции в отношении ещё трёх операторов и трех кораблей. Великобритания ввела санкции в отношении 21 корабля. К февралю 2024 года США ввели санкции в отношении около 50 судов, перевозивших российскую нефть, половина из них впоследствии перестала это делать и была заменена на другие суда..
В январе 2025 года Министерство финансов США ввело санкции в отношении 183 российских судов, часть из которых относят к теневому флоту.
По состоянию на май 2025 года в созданный Евросоюзом чёрный список российского теневого флота вошло почти 350 кораблей.

## Законодательство
В соответствии с Конвенцией ООН по морскому праву (UNCLOS), кораблям предоставляется право свободного прохода через территориальные воды, включая 12 морских миль, прилегающих к побережью страны. Также в конвенции есть статьи, которые предусматривают способы ограничения судоходства, представляющего серьезную опасность для окружающей среды.
Теневой флот использует для прохода Датские проливы. В соответствии с Копенгагенской конвенцией 1857 года, для торговых судов гарантируется право мирного прохода через Датские проливы.
В соответствии с законодательством, если корабль не пользуется услугами стран, которые ввели санкции и не ходит под их флагом, он не нарушает никаких законов.

## Возможные экологические проблемы
По информации Аналитического центра Европейского парламента, теневой флот России состоит из растущего числа стареющих и плохо обслуживаемых судов, работающих с минимальным соблюдением правил, и представляет значительные риски для окружающей среды и безопасности на море. Например, всего за несколько часов 20 февраля 2023 года два танкера теневого флота попали в затруднительное положение в заливе Гибралтар, и им пришлось прибегнуть к помощи буксиров и спасательного судна.
По информации Financial Times, страховка, которой пользуются суда теневого флота, в случае аварии может быть аннулирована, что грозит последствиями в случае разлива нефти. По мнению западных аналитиков, это создаёт риски для окружающей среды.
10 января 2025 года стало известно о дрейвующем у берегов Германии в Балтийском море танкере «Eventin», на борту которого находится 99 тысяч тонн нефти. Greenpeace ранее сообщал, что это судно может быть частью российского теневого флота.

## Вероятное использование флота в гибридной войне
Элизабет Броу, старший научный сотрудник Атлантического совета, считает что огромные размеры теневого флота могли сделать использование некоторых из этих судов для диверсий «непреодолимым желанием» для России.
19 января 2025 года высокопоставленные источники The Washingon Post в разведке США и стран ЕС пришли к выводу о непричастности России к повреждению кабелей, а также о том, что инциденты произошли из-за неопытности экипажей кораблей. Один из европейских чиновников заявил, что существуют доказательства, говорящие об обратном, однако американские и европейские чиновники отказались вдаваться в подробности ситуации.

### Задержания судов
В конце декабря 2024 года власти Финляндии задержали «Eagle S» — один из танкеров теневого флота России. Экипаж танкера подозревают в повреждении подводного силового кабеля Estlink 2 и четырех интернет-кабелей в Балтийском море.
В начале апреля 2025 года ВМС Эстонии задержали танкер из теневого флота России. Танкер направлялся из индийского порта Сикка в российский порт Усть-Луга. Судно двигалось без кормового флага. Однако задержание не связано с подозрениями в угрозе критической инфраструктуре.
13 мая 2025 года ВМС Эстонии потребовали от экипажа танкера «Jaguar», идущего в российский порт Приморск, изменить курс. Экипажем судна данное требование было проигнорировано, также российские военные отправили истребитель Су-35С для прикрытия танкера от авиации Эстонии. 